# Рюрик. Потерянная быль
«Рю́рик. Поте́рянная быль» — псевдоисторический фильм в двух частях, посвящённый борьбе против того, что авторы понимают как «норманизм», и продвижению одного из вариантов антинорманизма. Автором сценария выступил писатель-сатирик Михаил Задорнов. Премьера состоялась в России 12 декабря 2012 года на телевизионном канале РЕН ТВ. В мае 2013 года фильм был показан на телеканале «Просвещение».

## Описание
Фильм создан российским писателем-сатириком Михаилом Задорновым, который продвигал идеи славянского неоязычества, в том числе популяризировал идею об «арийском» происхождении славян, заявлял о «величии славяно-арийских предков», «превосходстве» славян над Западом и прародине европейцев в легендарной Гиперборее. Себя Задорнов определял как «язычника эры Водолея».
В том же 2012 году Задорнов выпустил книгу «Князь Рюрик. Откуда пошла земля Русская», в фильме утверждает, что Рюрик — летописный основатель государственности Руси, варяг, князь новгородский с 862 года и родоначальник княжеской, а впоследствии царской, династии Рюриковичей, — как и все варяги, был славянином с Южной Балтики, и что история славян насчитывает более пяти тысяч лет. По его версии, эти утверждения опираются на летописи, мифы, легенды, результаты раскопок, этимологию , топонимику слов (имеются ввиду псевдоэтимологии, продвигаемые Задорновым), результаты генетических экспертиз (в рамках псевдонаучного учения Анатолия Клёсова, принявшего участие в фильме). Суть фильма Михаил Задорнов сформулировал следующими словами:

Любят у нас утверждать, что до прихода христианства славяне были дикарями. Честно говоря, этому и посвящён фильм. Не Рюрику, он лишь привлечение внимания. Культура у нас была величайшая. А сегодня мы обрубаем тысячу лет существования славян как минимум. Я бы хотел от сегодняшних церковников, чтобы они не боялись язычества. Греки ведь тоже христиане. Но помнят древних богов. И гордятся ими. А мы, славяне, сегодня больше знаем про Зевса, чем про своего Перуна.
По утверждению Задорнова, фильм был снят на деньги, собранные по подписке. Первоначальное условное название фильма — «Рарог. Полёт сокола».
В 2013 году вышла одноимённая книга Задорнова «Рюрик. Потерянная быль», также Задорновым (в соавторстве с В. и Ю. Гнатюк) в 2013 году выпущена книга «Рюрик. Полёт сокола».

## Сюжет
Умила — дочь Гостомысла, одного из правителей восточных славянских племен с Ладожского озера, вышла замуж за Годслава — князя западных славян-бодричей. У них было трое сыновей — Рюрик, Синеус и Трувор. По прошествии времени, Гостомысл стал одним из старейшин, призвавших «варягов из-за моря».
Гостомысл вспомнил о своём внуке — Рюрике, так как к этому моменту лишился собственных детей. Четверо его сыновей было убито хазарами и норманнами. Рюрик, по ряду причин ставший грозным балтийским пиратом, внял просьбе деда и даже привёл с собой обученное войско, в котором были и его земляки, и викинги, и прочие наёмники. Он остался на княжение в Ладоге, а братьев, для защиты от норманнов и хазар, посадил в Изборске и Белоозере. В этом треугольнике постепенно образовалась Новгородская Русь. Так, по замыслу авторов фильма, произошло объединение западных и восточных славян.

## В ролях
- Михаил Задорнов — советский и российский писатель, драматург.
- Илья Глазунов — советский и российский художник-живописец, педагог. Основатель и ректор Российской академии живописи, ваяния и зодчества И. С. Глазунова. Академик РАХ (сторонник славянского неоязычества, «арийского» происхождения славян и «теории жидомасонского заговора»[13]).
- Вячеслав Фомин — доктор исторических наук, профессор исторического факультета ЛГПУ (сторонник антинорманизма, член «Академии ДНК-генеалогии» Клёсова[14])
- Анатолий Клёсов — приглашённый профессор биохимии в Гарвардской школе медицины в 1990—1998 годах (создатель псевдонаучного учения «ДНК-генеалогия»[15] о древности и «арийском» происхождении славян и основатель «Академии ДНК-генеалогии», продвигающей это учение[16]).
- Сергей Безруков — народный артист России.
- Владимир Платонов — председатель Московской городской Думы.
- Андрей Сахаров — доктор исторических наук, член-корреспондент РАН, директор Института российской истории РАН в 1993—2010 годах (сторонник антинорманизма).
- Екатерина Крушельницкая — заведующий сектором отдела рукописей Российской национальной библиотеки.
- Сергей Алексеев — писатель (сторонник славянского неоязычества, творчество оказало влияние на это направление[17]).
- Светлана Жарникова — этнолог, кандидат исторических наук (развивала псевдонаучную арктическую гипотезу происхождения «арийцев»[18]).
- Виталий Сундаков — писатель, путешественник (деятель славянского неоязычества).
- Константин Соколов — сокольник.
- Андрей Лукошков — историк, подводный археолог.
- Лидия Грот — историк (член «Академии ДНК-генеалогии» Клёсова[14]).
- Адриан Селин — доктор исторических наук, заместитель директора музея-заповедника «Старая Ладога».

## Критика

### Критика специалистов
Историк Евгений Пчелов в своём отзыве на фильм Задорнова пишет:

Приписав генетике этническое значение, Задорнов вслед за А. А. Клёсовым (который, к слову сказать, вместе с псевдоучёным А. А. Тюняевым, основоположником «науки» организмики, издал большую книгу о происхождении человека) уверился в величии славян, откуда только и могли прийти на будущую Русь варяги-русы, то есть русые солевары.
 Также он отмечает, что:

Неоднократно на экране появляются и их портреты (один раз даже с рогами), да вот незадача, Шлёцера портрет — верный, Миллера — похожий, а вместо Байера зрителям демонстрируют ни много ни мало Василия Никитича Татищева, того самого, кому поёт хвалу Задорнов во второй части своего фильма. Но ведь и это всё тоже мелочи…
Касательно полемики «норманистов» и «славистов» Пчелов замечает:

В исторической науке давно нет никакого норманизма (как и антинорманизма), и примитивные взгляды Задорнова, приписываемые им учёным-историкам, представляют собой чистой воды фикцию … этот самый «норманизм» понимается Задорновым донельзя примитивно, в рамках того самого XVIII в., к которому он апеллирует. По Задорнову, учёные-норманисты, уничтожившие историческую правду, представляли и представляют дело так, будто славяне жили в абсолютной дикости, ходили чуть ли не в звериных шкурах, питались сырым мясом — до прихода варягов, и только варяги, которых норманисты сочли скандинавами, принесли на Русь государство, культуру и цивилизацию.
Археолог, культурный антрополог, филолог, историк науки Лев Клейн охарактеризовал фильм Задорнова как «воинствующий дилетантизм»:

Так и вспоминается его постоянная присказка об американцах: «они — тупые». Это он о нации, выбившейся на первые места в мире по многим основным жизненным показателям. Глядя из очага отстающих, занимающих по многим же показателям совсем другие места. Это долго воспринималось как ехидная усмешка сатирика. И вдруг стало доходить: а он же всерьёз!

Фильм — из той же оперы. Автор всерьез полагает, что русские — самый древний народ Европы, что истина о происхождении Руси написана в «Мекленбургских генеалогиях», что Лидия Грот — великий ученый, а Рюрик — славянин из Западной Германии, и что это всё же лучше, чем из вражеской Швеции. Всегда ли стоит аплодировать юмористу?
Участник фильма, давний оппонент Клейна, Вячеслав Фомин, член «Академии ДНК-генеалогии» Клёсова, написал ответ на критику фильма и антинорманизма:87
Доктор биологических наук, главный научный сотрудник Института общей генетики имени Н. И. Вавилова РАН Светлана Боринская, выступая против присваивания генетическим линиям этнических ярлыков, отметила, что в фильме история славян и русских представлена отличной от научных представлений.
Историк К. А. Жуков в рецензии на фильм называет спор М. Задорнова с норманской теорией «боем с ветряной мельницей», поскольку «вопрос утратил актуальность и более не ставится в науке иначе как в историографическом ключе». По мнению историка, «Михаил Николаевич не с норманистами сражается, а с наукой», причём «набор подлогов, махинаций, передергиваний уверенно выводит фильм Задорнова (вместе с остальными „историческими“ штудиями) за рамки научного анализа прямиком в поле псевдо-науки».

### Критика в СМИ
В печатных СМИ фильм существенного резонанса не вызвал. Его обсуждение состоялось в интернет-изданиях. Среди отзывов, хотя и отмечался положительный эффект в виде пробуждения интереса к родной истории, фильм критиковался за однобокость и популизм в подходе к теме.
«Новгородские ведомости» пишут: «несмотря на присущую ведущему театральность цель фильма внушала уважение — возродить в русском народе национальную гордость. Форма для этого была выбрана вполне себе телевизионная».
Дмитрий Быков, выступая в декабре 2012 года в эфире программы «Особое мнение» («Эхо Москвы»), охарактеризовал произведения Задорнова на тему происхождения Руси как ксенофобские, конспирологические и паранаучные.